# Lisa Haydon
Elisabeth Marie "Lisa" Haydon (17 de junio de 1986) es una modelo, diseñadora y actriz india quien aparece mayormente en películas de Bollywood. Haydon hizo su debut en la actuación con un cameo en la comedia romántica de 2010, Aisha y recibió una ovación de la crítica por su actuación en la película de 2014, Queen, que le dio fama internacional y una nominaciòn a los Filmfare Awards por "Mejor Actriz de Reparto". Haydon luego protagonizó la comedia romántica Housefull 3 y tuvo un pequeño papel en el drama romántico Ae Dil Hai Mushkil (ambas de 2016).
Es una modelo reconocida en India e internacionalmente. Apareció en las portadas de revistas como Grazia India, Cosmopolitan, Maxim India, Elle India, Verve, Vogue India, Femina India, FHM, Hello!, y L'Officiel. Es conocida por su desfile en rampa en la Lakme Fashion Week, el evento de moda número 1 en la India.

## Primeros años
Elisabeth Marie Haydon nació en Chennai, India siendo hija de un padre de ascendencia Tamil y una madre australiana, Bernadette Maria Haydon. Su hermana también es la también modelo y DJ, Malika Haydon, parte del dúo Nina & Malika. Haydon vivió en Australia y Estados Unidos, antes de mudarse a la India en 2007 para perseguir una carrera en el modelaje.

## Carrera

### Modelaje

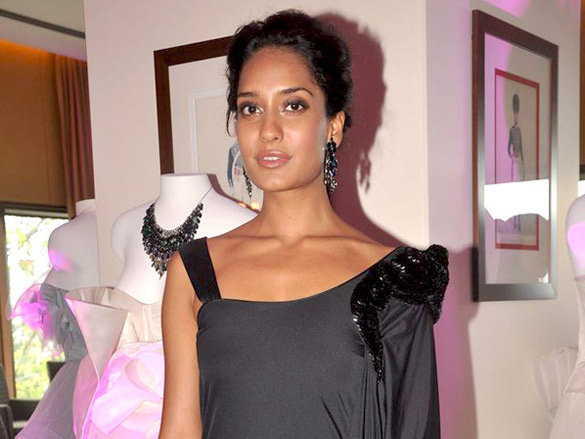
Haydon en un evento de Swarovski en 2012.

Haydon quería ser instructora de yoga a los 18. Mientras estudiaba psicología, hizo caso al consejo de una amiga sobre realizar una carrera en el modelaje para pagar sus estudios. Empezó a modelar en Australia para una marca de crema para estrías. Se mudó a la India en 2007. Allì desfiló en la Wills Lifestyle India Fashion Week (WIFW) y también es el rostro de Lakmé. Ha figurado en comerciales para Hyundai i20, Indigo Nation, Myntra.com y Blender's Pride. En 2010, hizo un comercial para Hrithik Roshan. Junto al fotógrafo Peter Lindbergh, modeló para Nirav Modi junto a Rosie Huntington-Whiteley y Andreea Diaconu.
Ha sido portada de Verve (marzo de 2008, enero de 2011), Elle (abril de 2009, mayo de 2009, mayo de 2010, abril de 2011), Femina India (abril de 2009), Harper's Bazaar (enero–febrero de 2010), FHM India (agosto de 2010) y Adorn (noviembre–diciembre de 2010).
Fue nombrada la mejor modelo y la persona mejor vestida en los Premios Cosmopolitan Fun and Fearless 2009, DNA most stylish 2009, Marie Claire best model 2010. En 2011, apareció en el calendario Kingfisher.

### Diseñadora

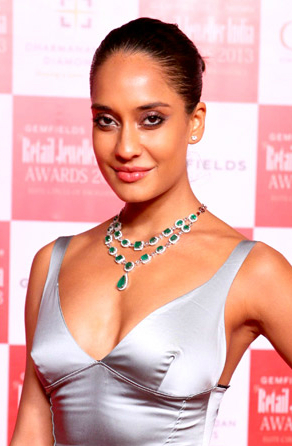
Haydon en 2013

Haydon colaboró con la marca Sher Singh para lanzar al mercado su propia línea de ropa. El 14 de febrero de 2012, Sher Singh chauhan lanzó su colección de primavera. Es la primera vez con una actriz india diseña su línea de ropa, junto a Kate Moss, Sarah Jessica-Parker y Jennifer Lopez.

### Películas
Fue descubierta por Anil Kapoor en una café y recibió una llamada para Aisha, basada en la novela de Jane Austen, Emma y su adaptación en Hollywood Clueless, e hizo el papel de Aarti Menon.
En 2014, Haydon apareció en la comedia Queen junto a Kangana Ranaut. Hizo de Vijayalakshmi, una madre soltera. La película fue un éxito y recibió buenas críticas. Tuvo un papel en The Shaukeens, un remake de la película de 1982, Shaukeen junto a Akshay Kumar, Anupam Kher, Annu Kapoor y Piyush Mishra. Fue lanzada el 7 de noviembre de 2014.
Lisa Haydon fue parte de la película 'Ae Dil Hai Mushkil' junto a Aishwarya Rai Bachchan, Ranbir Kapoor y Anushka Sharma como protagonistas.

### Televisión
Hizo de presentadora y juez en India's Next Top Model en MTV India.
Apareció en la serie 'The Trip' en el canal bindaas.

## Vida personal
Haydon se casó con Dino Lalvani en octubre de 2016. El 17 de mayo de 2017, Lisa dio a luz a su primer hijo, un niño llamado Zack.